# Paracilicaea clavus
Paracilicaea clavus là một loài chân đều trong họ Sphaeromatidae. Loài này được Barnard miêu tả khoa học năm 1955.